# John Wiles
Pour les articles homonymes, voir Wiles.
John Wiles est un scénariste et producteur de télévision britannique né le 20 septembre 1925 et mort le 5 avril 1999. Il est principalement connu pour avoir été scénariste et responsable des scénarios pour de nombreuses séries télé britanniques et producteur durant un an de la série Doctor Who.

## Carrière
John Wiles commença sa carrière à la télévision en tant que scénariste à la télévision anglaise, pour des séries comme The Vise ou Court of Mystery. Il est nommé au poste de script editor ou story editor, un terme qui n'existe que dans la télévision anglaise et qui pourrait se traduire par « responsable des scénarios » pour des séries comme The Midnight Men, A Man Called Harry Brent ou  Contract to Kill  Occupant la place de ce qu'on appelle plus tard le showrunner, le script editor est chargé de surveiller l'écriture des scripts et de les modifier afin que la série puisse garder une forme d'unité.
En 1965, souhaitant occuper le poste de producteur, il est appelé sur la série Doctor Who afin de succéder à la productrice Verity Lambert. En partenariat avec le script editor Donald Tosh il souhaite donner un virage plus sérieux et moins enfantin à cette série qu'il n'aimait pas vraiment. Le développements coûteux des épisodes, la gestion d'un William Hartnell souvent d'humeur massacrante et le tournage épique de l'épisode « The Daleks' Master Plan » le poussent vite à abandonner cette fonction et à la confier à Innes Lloyd, ce qui ne fait de lui le producteur que de 4 serials de « The Myth Makers » en octobre 1965 à « The Ark » en mars 1966. 
Après son aventure malheureuse, John Wiles retourne à son métier de scénariste pour des pièces de théâtre ainsi que dans des séries comme Dixon of Dock Green, Out Of The Unknown ou Paul Temple. Il succombe d'une maladie le 5 avril 1999 à l'âge de 73 ans.

## Filmographie sélective (comme scénariste et script-éditor)
- 1955 : The Vise (série télévisée) : (Saison 1 à 4)
- 1961 : Court Of Mystery (série télévisée) : (Saison 1)
- 1962 : Walter and Connie (série télévisée)
- 1964 : The Midnight Men (série télévisée) : (Saison 1)
- 1965 : A Man Called Harry Brent (série télévisée) : (Saison 1)
- 1965 : Contract to Kill (mini-série)
- 1965 :  The Mind of the Enemy (mini-série)
- 1967 à 1969 :  Dixon of Dock Green  - 23 épisodes (série télévisée) : (Saison 14 à 16)
- 1969 : Judge Dee (série télévisée) : (Saison 1)
- 1970 : Out of the Unknown (série télévisée) : (Saison 4)
- 1971 : Paul Temple (série télévisée) : (Saison 4)
- 1973 : Spy Trap (série télévisée) : (Saison 2)
- 1975 : Ballet Shoes (série télévisée) : (Saison 1)
- 1978 : A Horseman Riding By (série télévisée) : (Saison 1)

## Filmographie (comme producteur)
- 1965 : Doctor Who (série télévisée) : (Saison 3)

## Source
- (en) Cet article est partiellement ou en totalité issu de l’article de Wikipédia en anglais intitulé « John Wiles » (voir la liste des auteurs).

1. ↑  (en) « John Wiles (1980's) », Dr Who Interviews (consulté le 21 août 2012)
2. ↑  (en) « The Ark », Shannon Sullivan "A Brief History Of Time (Travel) (consulté le 21 août 2012)